# Phi Hải
Phi Hải là một xã thuộc huyện Quảng Hòa, tỉnh Cao Bằng, Việt Nam.

## Địa lý
Xã Phi Hải nẳm ở phía tây bắc huyện Quảng Hòa, có vị trí địa lý:
- Phía đông giáp thị trấn Quảng Uyên và xã Quảng Hưng
- Phía tây giáp huyện Trùng Khánh và xã Quốc Toản
- Phía nam giáp thị trấn Quảng Uyên và xã Phúc Sen
- Phía bắc giáp huyện Trùng Khánh.

Xã Phi Hải có diện tích 50,38 km², dân số năm 2019 là 3.187 người, mật độ dân số đạt 63 người/km².
Trên địa bàn xã Phi Hải có các ngọn núi như Lũng Úc, Lũng Nặm, Khuổi Bây, Nhà Mạc, Phia Dả, Khuổi Râu, Phò Khà. Xã có các hang Ngườm Vài và hang Rù Dặp. Suổi Khuổi Bây chảy qua địa phận xã Phi Hải.

## Lịch sử
Từ năm 1945, tên xã được đặt theo bí danh của ông Đàm Văn Kiên, một chiến sĩ tham gia kháng chiến chống Pháp, quê ở Quảng Hưng, hoạt động tại địa phương, hy sinh năm 1945.
Ngày 13 tháng 12 năm 2001, xã Phi Hải thuộc huyện Quảng Uyên vừa tái lập từ huyện Quảng Hòa.
Đến năm 2019, xã Phi Hải được chia thành 24 xóm: Bản Cải, Cốc Phia, Bó Lạ, Đông Ké, Đoỏng Chang, Bản Giáp, Bản Hoe, Khuổi Xàm, Khuổi Xỏm, Lũng Búng, Lũng Diến, Nà Giáng, Nà Lái, Pò Noa, Bản Quản 1, Bản Quản 2, Bản Rằng, Sộc Huỳnh, Sộc Phạ, Sộc Tém, Bản Thiết, Cáp Tao, Bản Chang, Lũng Rượi.
Ngày 9 tháng 9 năm 2019, Hội đồng Nhân dân tỉnh Cao Bằng ban hành Nghị quyết số 27/NQ-HĐND về việc:
- Sáp nhập ba xóm Bó Lạ, Bản Quản 1, Bản Quản 2 thành xóm Xuân Hồng 1
- Sáp nhập hai xóm Lũng Búng và Lũng Diến thành xóm Xuân Hồng 2
- Sáp nhập bốn xóm Sộc Phạ, Sộc Tém, Lũng Rượi, Nà Giáng thành xóm Tri Phương 1
- Sáp nhập ba xóm Bản Cải, Nà Lái, Đoỏng Chang thành xóm Tri Phương 2
- Sáp nhập ba xóm Khuổi Xỏm, Khuổi Xàm, Cáp Tao thành xóm Phúc Dùng
- Sáp nhập bốn xóm Bản Giáp, Đông Ké, Cốc Phia, Bản Hoe thành xóm Ngọc Quyến
- Sáp nhập năm xóm Bản Rẳng, Pò Noa, Bản Thiết, Bản Chang, Sộc Huỳnh thành xóm Thạch Bình.

Ngày 1 tháng 3 năm 2020, huyện Quảng Uyên giải thể để tái lập huyện Quảng Hòa. Xã Phi Hải thuộc huyện Quảng Hòa như hiện nay.

## Hành chính
Xã Phi Hải được chia thành 7 xóm: Ngọc Quyến, Phúc Dùng, Thạch Bình, Tri Phương 1, Tri Phương 2, Xuân Hồng 1, Xuân Hồng 2.